# 余逢辰
余逢辰（？—1399年），字彥章，南京寧國府宣城縣（今安徽省宣城市）人，明朝政治人物。

## 生平
余逢辰擔任燕府教授、伴讀，為朱棣所信任。當時聽聞謀反時，余逢辰力諫阻止。當得知叛變將臨時候，余逢辰給子寫信，表示誓死。朱棣起兵時，余逢辰力諫，稱“君、父兩不可負”后被殺。